# Lothar Müller-Hagedorn
Lothar Müller-Hagedorn (* 28. Dezember 1941 in Kirchen, Kreis Altenkirchen) ist ein deutscher Betriebswirt und Hochschullehrer.

## Werdegang
Müller-Hagedorn ist verheiratet und lebt in Wesseling bei Köln.
Müller-Hagedorn studierte Wirtschaftswissenschaften an der Universität des Saarlandes und der Universität Würzburg. Er wurde 1969 zum Dr. rer. pol. an der Technischen Universität Berlin promoviert und habilitierte sich 1975 an der Johann-Wolfgang-Goethe-Universität in Frankfurt/Main bei Rudolf Gümbel. 
Er war von 1975 bis 1991 Professor für Betriebswirtschaftslehre, insb. Marketing an der Universität Trier (Lehrstuhl für Betriebswirtschaftslehre, insbesondere Absatz-Markt-Konsum) und am Centre Universitaire in Luxembourg. Nach Berufungen an mehrere Universitäten im In- und Ausland nahm er den Ruf an die Universität zu Köln an und fungierte bis 2006 als Direktor des Seminars für Allgemeine Betriebswirtschaftslehre, Handel und Distribution an der Universität zu Köln.
Von 1992 bis 2006 war in Ämterunion Direktor des Instituts für Handelsforschung an der Universität zu Köln. Darüber hinaus wirkte er bis 2012 als Jury-Mitglied in der Vergabe des jährlichen Wissenschaftspreises des EHI Europäischen Handelsinstituts Düsseldorf.

## Forschungsschwerpunkte
Lothar Müller-Hagedorn forschte insbesondere zum Themenkreis Handel und Handelsbetriebslehre.

## Veröffentlichungen
- Müller-Hagedorn, Lothar/Toporowski, Waldemar/Zielke, Stephan: Der Handel, 2. Aufl., Kohlhammer, Stuttgart 2012, ISBN 978-3-17-019282-9.
- Müller-Hagedorn, Lothar/Natter, Martin: Handelsmarketing, 5. Aufl., Kohlhammer Stuttgart 2011, ISBN 978-3-17-018432-9.
- Müller-Hagedorn, Lothar / Mesch, Reinhold (Hrsg.): Efficient Consumer Response in der Praxis, Frankfurt a. M. 2006, ISBN 978-3-86641-076-3.
- als Mitherausgeber: Ausschuss für Definitionen zu Handel und Distribution (Hrsg.): Katalog E: Definitionen zu Handel und Distribution, 5. Ausgabe, Eigenverlag des Instituts für Handelsforschung: Köln 2006
- Delfmann, Werner/Köhler, Richard/Müller-Hagedorn, Lothar (Hrsg.): Kölner Kompendium der Messewirtschaft, Köln 2005.
- Müller-Hagedorn, Lothar: Einführung in das Marketing. Darmstadt 1990. ISBN 3-534-03130-X
- Müller-Hagedorn, Lothar/Schuckel, Marcus: Einführung in das Marketing, 3. Aufl., Stuttgart 2003, ISBN 978-3-7910-1947-5.
- Müller-Hagedorn, Lothar (Hrsg.): Kundenbindung im Handel, 2. Auflage, Frankfurt am Main 2001.
- Müller-Hagedorn, Lothar (Hrsg.): Zukunftsperspektiven des E-Commerce im Handel, Frankfurt am Main 2000.
- als Mitherausgeber: E-Commerce Center Handel (Hrsg.): Die Begriffe des eCommerce, F.A.Z.-Institut, Frankfurt am Main 2000.
- Müller-Hagedorn, Lothar (Hrsg.): Internet im Handel und in ausgewählten Dienstleistungsbereichen: empirische Befunde, Analysen und Hintergründe, Eigenverlag Institut für Handelsforschung an der Universität Köln, 1999.
- Müller-Hagedorn, Lothar: Das Konsumentenverhalten, Gabler-Verlag Wiesbaden, ISBN 978-3-409-13605-1.
- El-Shagi, El-Shagi/Knappe, Eckhard/Müller-Hagedorn, Lothar (Hrsg.): Umweltpolitik in der Marktwirtschaft, Pfaffenweiler 1991.
- Jochen Druckarczyk / Lothar Müller-Hagedorn: Betriebswirtschaftslehre, Band 1, Gabler-Verlag Wiesbaden 1978, ISBN 978-3-4093-3481-5.
- Müller-Hagedorn, Lothar: Die Abbildung des Konsumverhaltens in theoretischen Beschreibungsdimensionen. Unveröffentlichte Habilitationsschrift. Frankfurt 1974.
- Müller-Hagedorn, Lothar: Grundlagen der Planung von Höhe und Struktur des Personalbestandes einer Unternehmung, Diss. TU Berlin 1969, veröffentlicht unter dem Titel: Grundlagen der Personalbestandsplanung. Beiträge zur betriebswirtschaftlichen Forschung, Bd. 36, hrsg. von Prof. Dr. E. Gutenberg, Prof. Dr. W. Hasenack, Prof. Dr. K. Hax, Prof. Dr. E. Schäfer. Westdeutscher Verlag Opladen 1970. ISBN 978-3-6630-0615-2.